# 布拉格河
布拉格河（法語：Brague，發音：[bʁaɡ]）位于法国的滨海阿尔卑斯省和普罗旺斯-阿尔卑斯-蓝色海岸大区这一区域。布拉格河发源于格拉斯新堡，终止于靠近昂蒂布的地中海。
在瓦尔博讷和比奥之间，沿着此河，有一条长9km的小路。布拉格河的一部分包含在布拉格省级公园（Parc Départemental de la Brague）内。

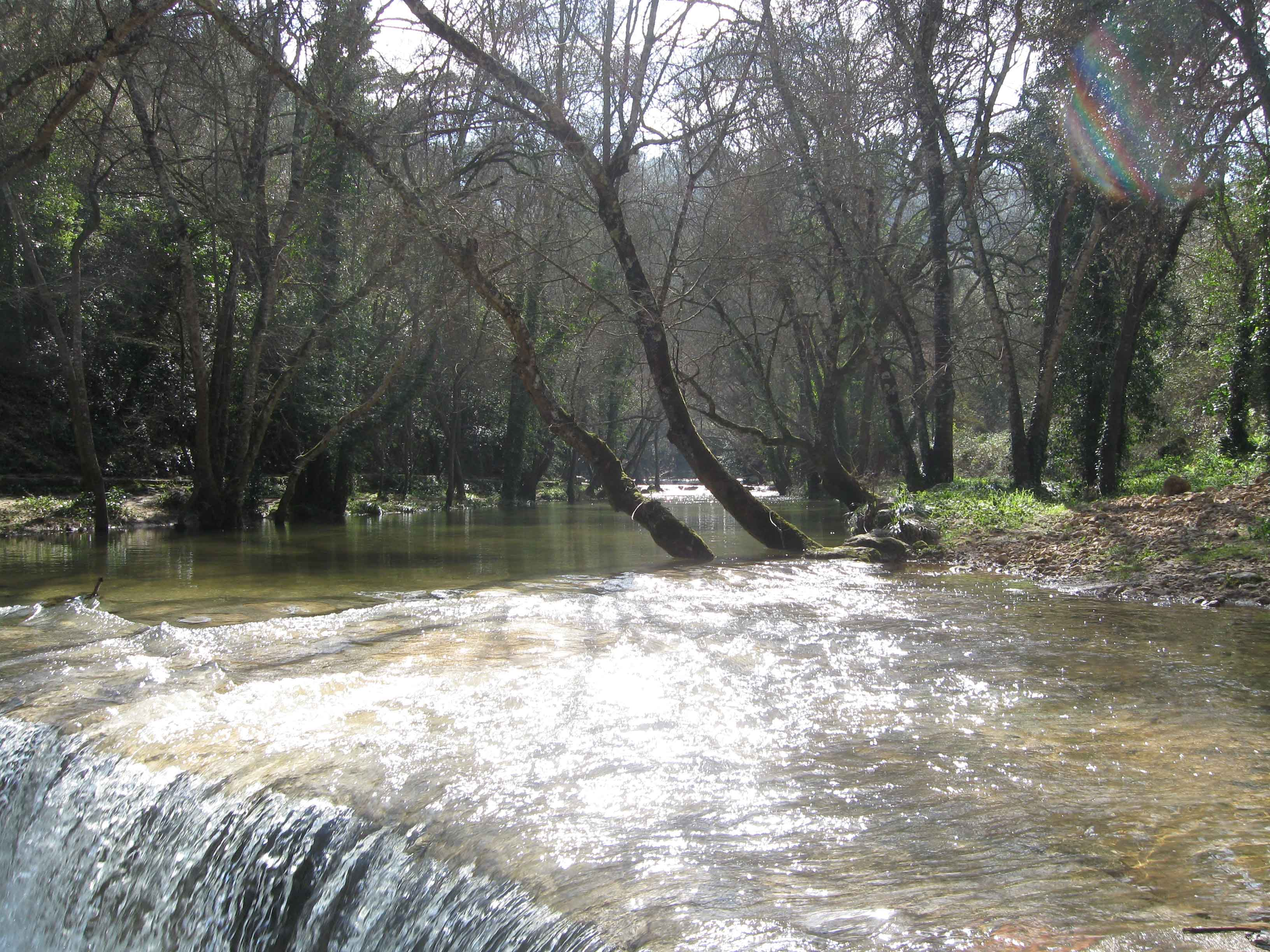
布拉格河

布拉格河全长21km。

## 參照
（页面存档备份，存于）